# Проклятие хозяина марионеток
«Проклятие хозяина марионеток» (англ. Curse of the Puppet Master) — американский фильм ужасов 1998 года режиссёра Дэвида ДеКото, шестая часть франшизы «Повелитель кукол». Фильм вышел в то время, когда у студии Full Moon Entertainment начались финансовые проблемы, по причине чего в фильме присутствуют кадры из предыдущих фильмов, также это самый малобюджетный фильм серии, его бюджет составил 250 000 долларов.
По мотивам фильма была создана компьютерная игра под названием Puppet Master: The Game — Curse of the Puppet Master — Skin Pack.

## Сюжет
Роберт Уинсли работает на бензозаправке, а в свободное время занимается вырезанием различного рода поделок из дерева. Однажды он получает предложение поработать на владельца кукольного представления. Немногим позднее парень осознаёт, что некоторые куклы в шоу являются живыми, а намерения их владельца не такими уж и радужными.

## В ролях
- Джордж Пек — доктор Мэгрю
- Эмили Харрисон — Джейн Мэгрю
- Джош Грин — Роберт «Танк» Уинсли
- Майкл Герин — Джой Карп
- Майкл Солленбергер — владелец радиостанции
- Марк Ньюбургер — Арт Куни
- Скотт Бойер — Ларри
- Джейсон Дин Бухер — Пого
- Роберт Донаван — шериф Гэрвей
- Джейсон-Шейн Скотт — помощник шерифа Уэйбёрн
- Уильям Фредерик Найт — судмедэксперт
- Патрик Томас — экспедитор
- Ариуна Олбрайт — голос оператора

## Восприятие
Обозреватель Blu-ray.com Мартин Либман назвал «Проклятие хозяина марионеток» безусловно одной из лучших частей франшизы и оценил его на 3,5 балла из 5. Филип Мартин из Arkansas Democrat-Gazette оказался настроен более негативно, его вердикт — лишь единица. Дэниел Кёрланд (Bloody Disgusting) поставил фильм на 4-е место среди всех частей франшизы. По его мнению, «он так же хорошо, как и оригинальный „Повелитель кукол“, преподносит свою концепцию зрителям и оправдывает ожидания от того, как должен выглядеть эпатажный фильм ужасов».